# Элофф, Фани
Фани Элофф (англ. Stephanus Johannes Paulus Eloff; 7 октября 1885 года — 20 ноября 1947 года, Гаутенг, Южная Африка) — южноафриканский скульптор.

## Биография
Стефанус Йоханнес Паулус Элофф был шестым ребенком и вторым сыном в семье Фредерика Кристоффеля Элоффа (Frederik Christoffel Eloff) и Элси Францины Элофф (Elsie Francina Eloff), урожденной Крюгер. Отец матери, 5-й президент Южно-Африканской республики (1883—1900 год), Пауль Крюгер жил неподалеку от них.

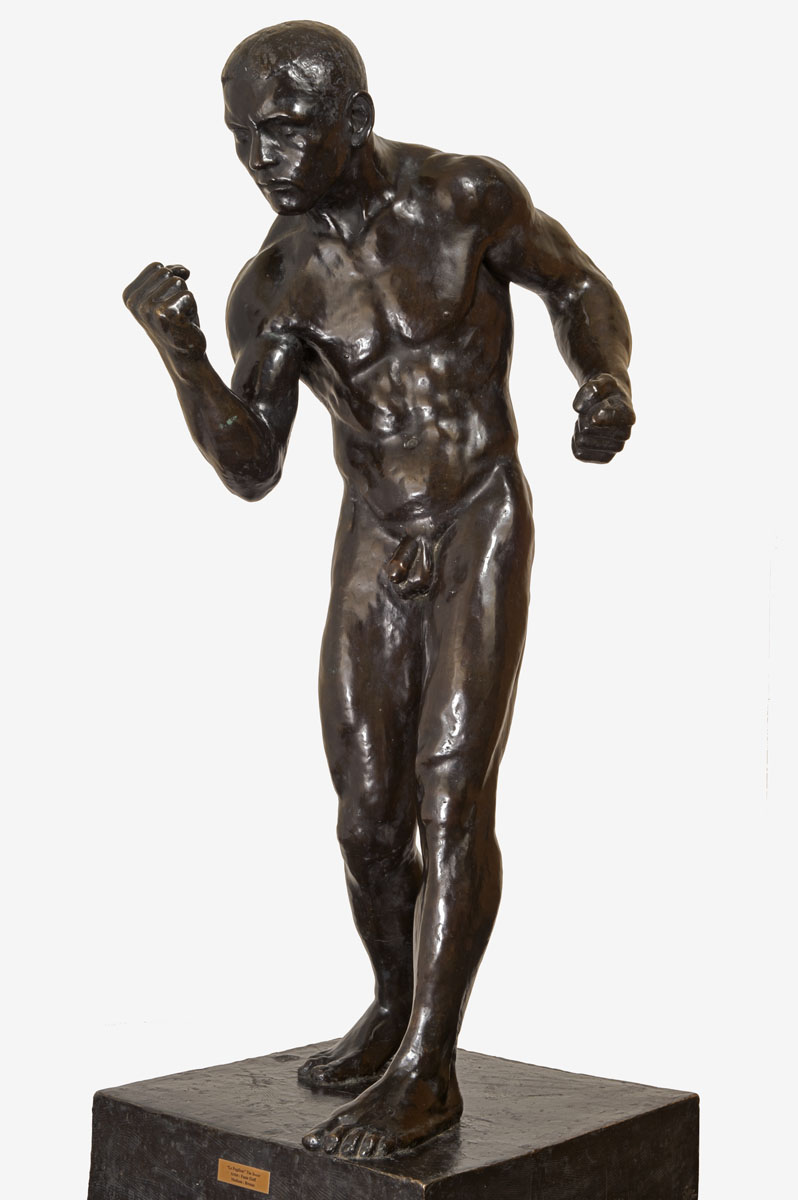
Скульптура Фани Элоффа «Боксер», Бронза, 1912. 1050 мм в высоту.

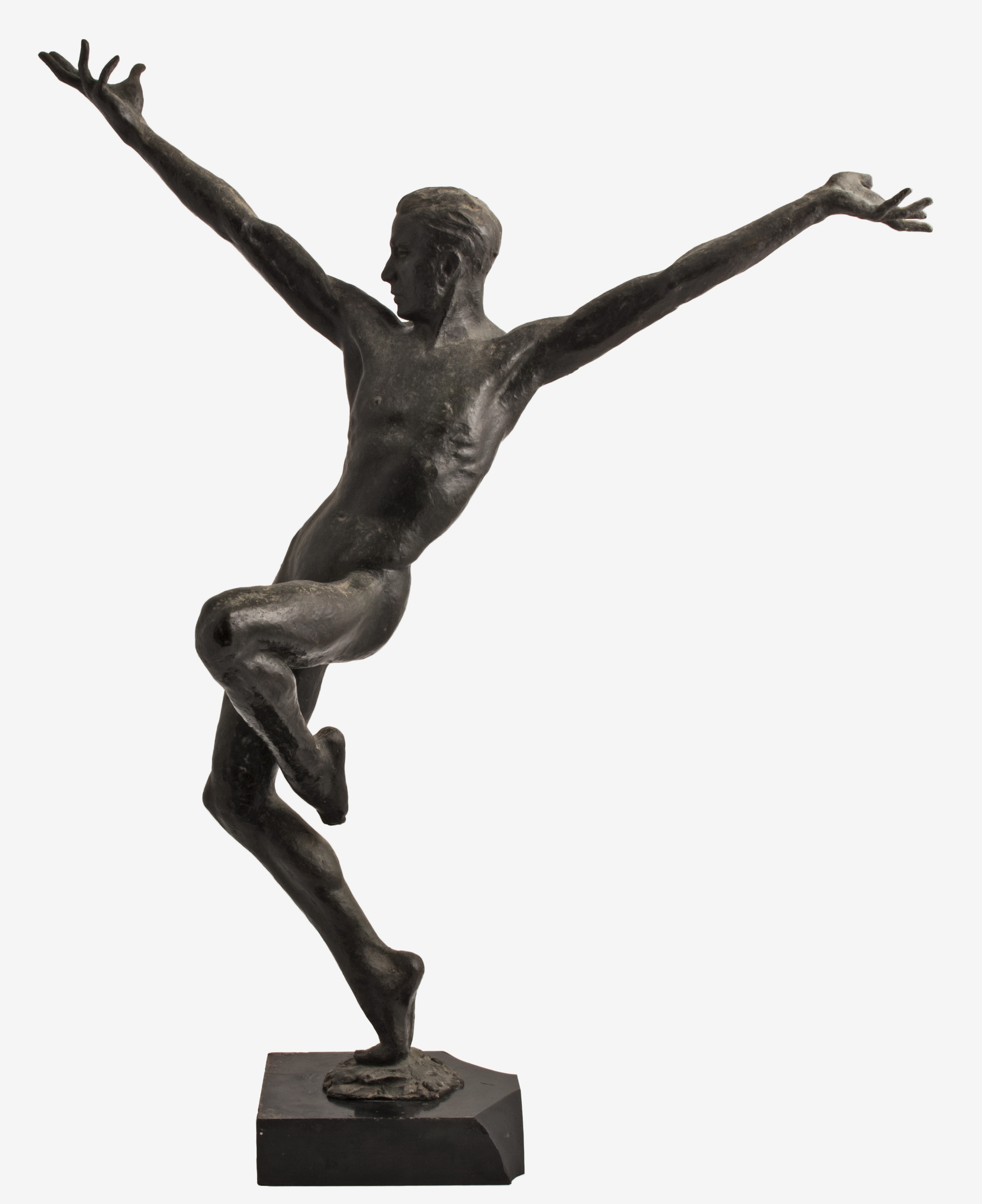
Скульптура Фани Элоффа «Рапсодия». Бронза, 1935. Выс. 820 мм.

В юности Фани Элофф вместе с другими будущими Южно-африканскими художниками, такими, как Якоб Хендрик Пениф (Jacobus Hendrik Pierneef), Жерар Мурдейк (Gerard Moerdijk) и Гордон Лейт (Gordon Leith) до начала англо-Бурской войны (1899—1902) посещал модельную школу Staats Model School в Претории. После падения Претории 3 сентября 1900 года Элофф с семьей вместе с Паулемо Крюгером эмигрировал в Швейцарию. После смерти Крюгера в 1904 году семья вернулась в Преторию и Фани Элофф завершил учебу. Потом он поступил учиться в Южно-Африканскую горную школу в Йоханнесбурге, чтобы изучать там геологию.
В 1908 году Фани Элофф решил продолжить учебу в Европе, в университете Сорбонны в Париже. Познакомившись с творчеством знаменитых французских скульпторов, он решил посвятить себя работе в области скульпторы. В Париже он поступил учиться на анатомические курсы Jardin Des Plantes и в скульптурный-класс художественной школы Питера Дэвида Эдстрома (Peter David Edstrom).
Благодаря своей любви к изобразительному искусству и искусству танца, Элофф познакомился с парижскими мастерами балета. Танцоры много позировали ему, а скульптор получил известность изображениями обнаженных танцоров и спортсменов.
В 1924 году скульптор принимал участие в художественном конкурсе, проводимом в рамках Парижской Олимпиады 1924 года. Там выставлялись его работы Метатель копья и Боксер. Призовых мест скульптуры не получили.
В годы Второй Мировой Войны (1939—1945) Париж был занят немцами и Элофф вернулся в Южную Африку. В 1945 году Южно-Африканская Академия наук и искусств за заслуги в области искусства, наградила скульптора почетной медалью. К этому времени его здоровье пошатнулось, Элофф уже не мог подолгу работать.
20 ноября 1947 года скульптор скончался во время операции в больнице Претории. Всю его недвижимость, включая мастерскую в Париже, в 1948 году выставили на торги. Сам скульптор был похоронен на Западном кладбище Претории.

## Выставки
- Персональная выставка в Pretoria City Hall (1912)
- Совместная выставка Фани Элофф c художником-пейзажистом Якобом Хендриком Пенифом (Jacobus Hendrik Pierneef) в Jewish Guild Hall, Йоханнесбург (1929)
- Совместная выставка Eloff и Pierneef в Pierneef’s House Elangen, Претория (1941)
- Предаукционная выставка в Christie’s Gallery, Йоханнесбург (1948)
- Ретроспективная выставка работ художника в Mapungubwe Museum, Университет Претории (2011)

## Скульптуры
К настоящему времени сохранилось около 102 работ скульптора. Часть из них находятся в коллекциях известных художественных музеев, таких как Художественный музей Претории, Университет Претории, Центр Жоржа Помпиду, Национальный музей истории культуры, Дом-музей П. Крюгера , Национальная галерея искусств в Кейптауне, Южно-Африканская Академия наук и искусств.

## Фотогалерея скульптур Элоффа

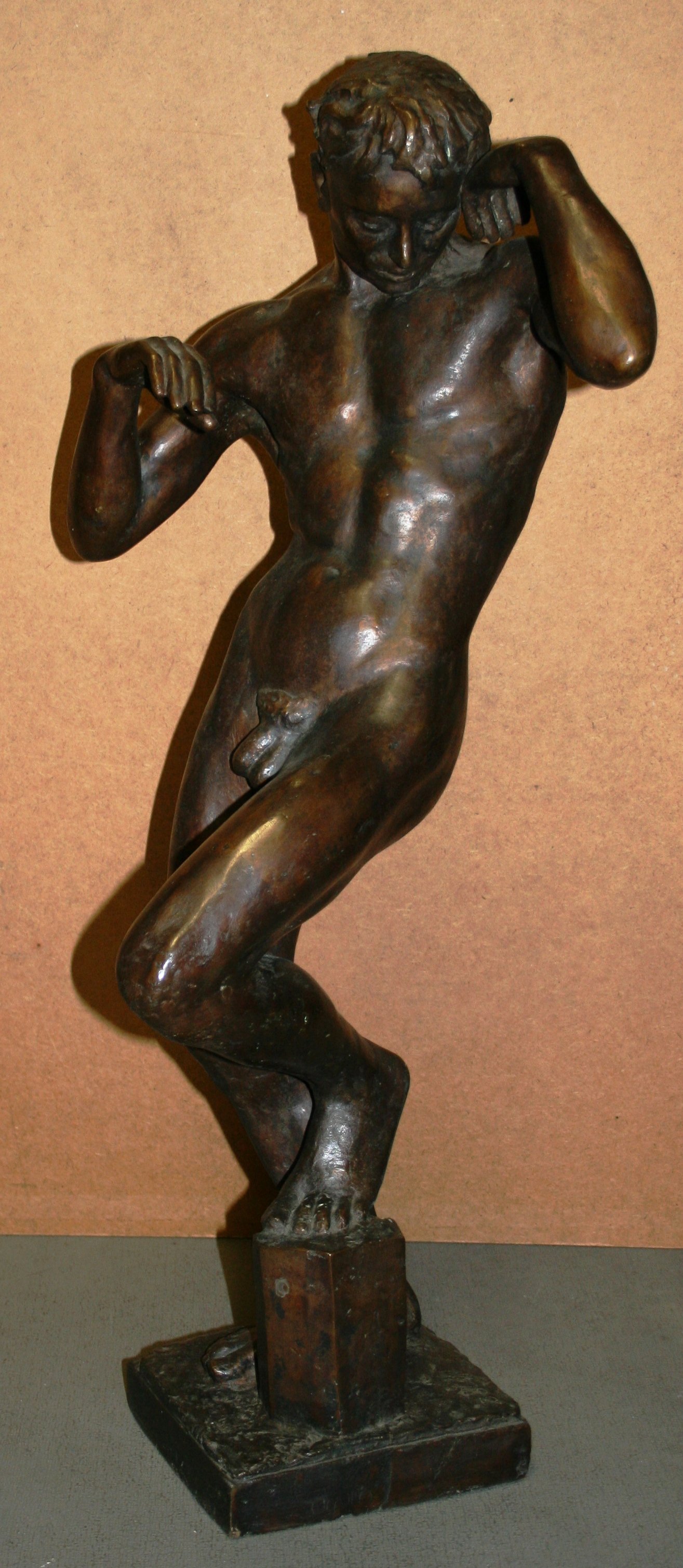
Нарцисс
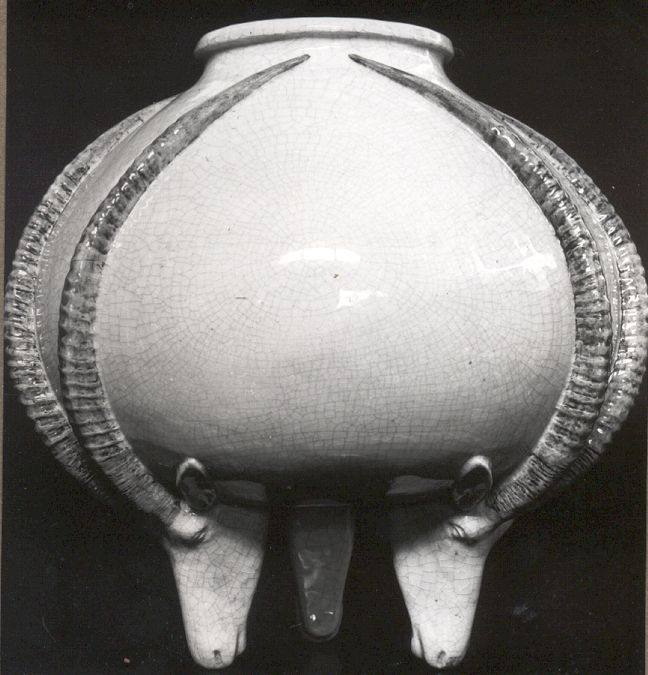
Ваза антилопа
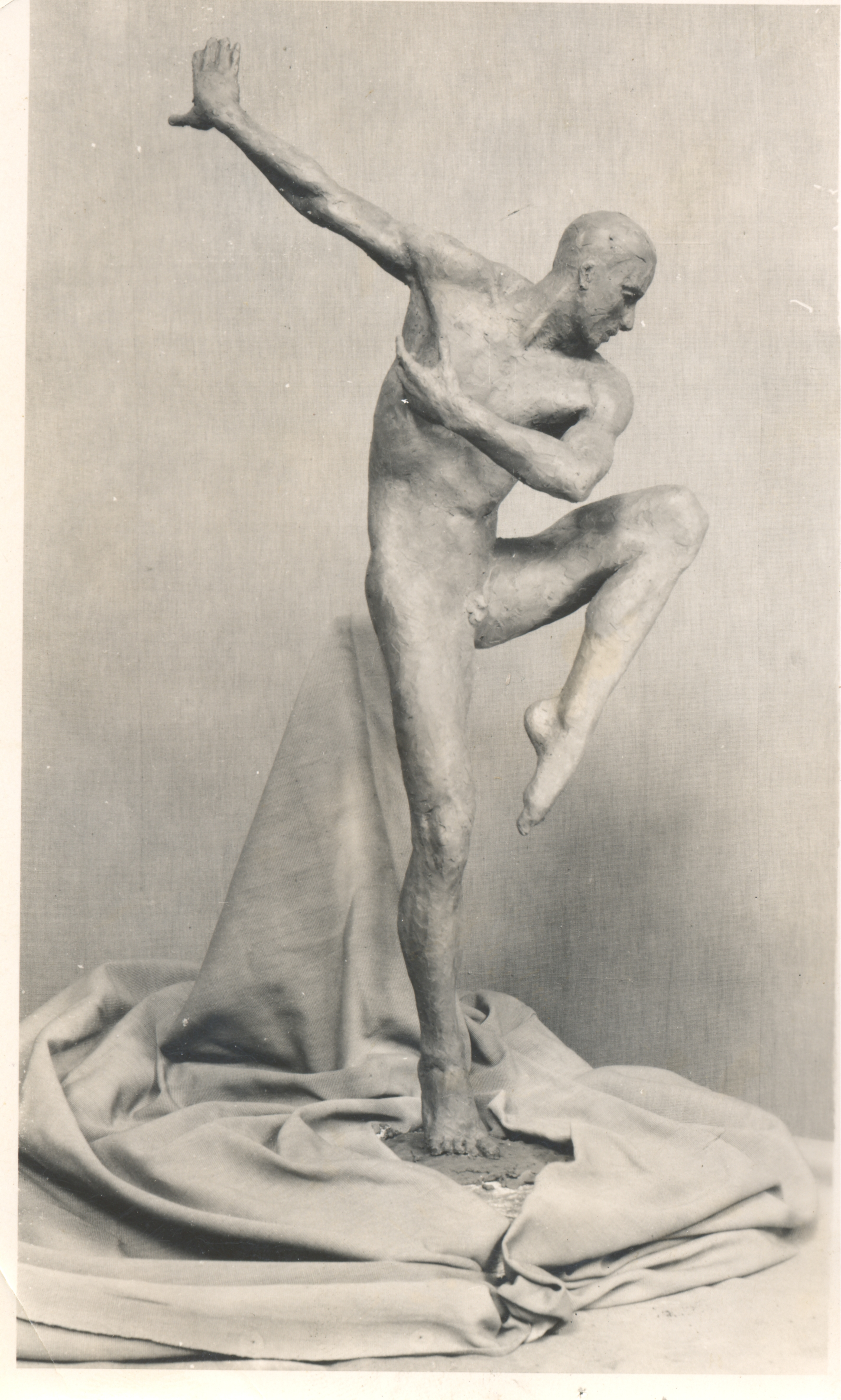
Балет II
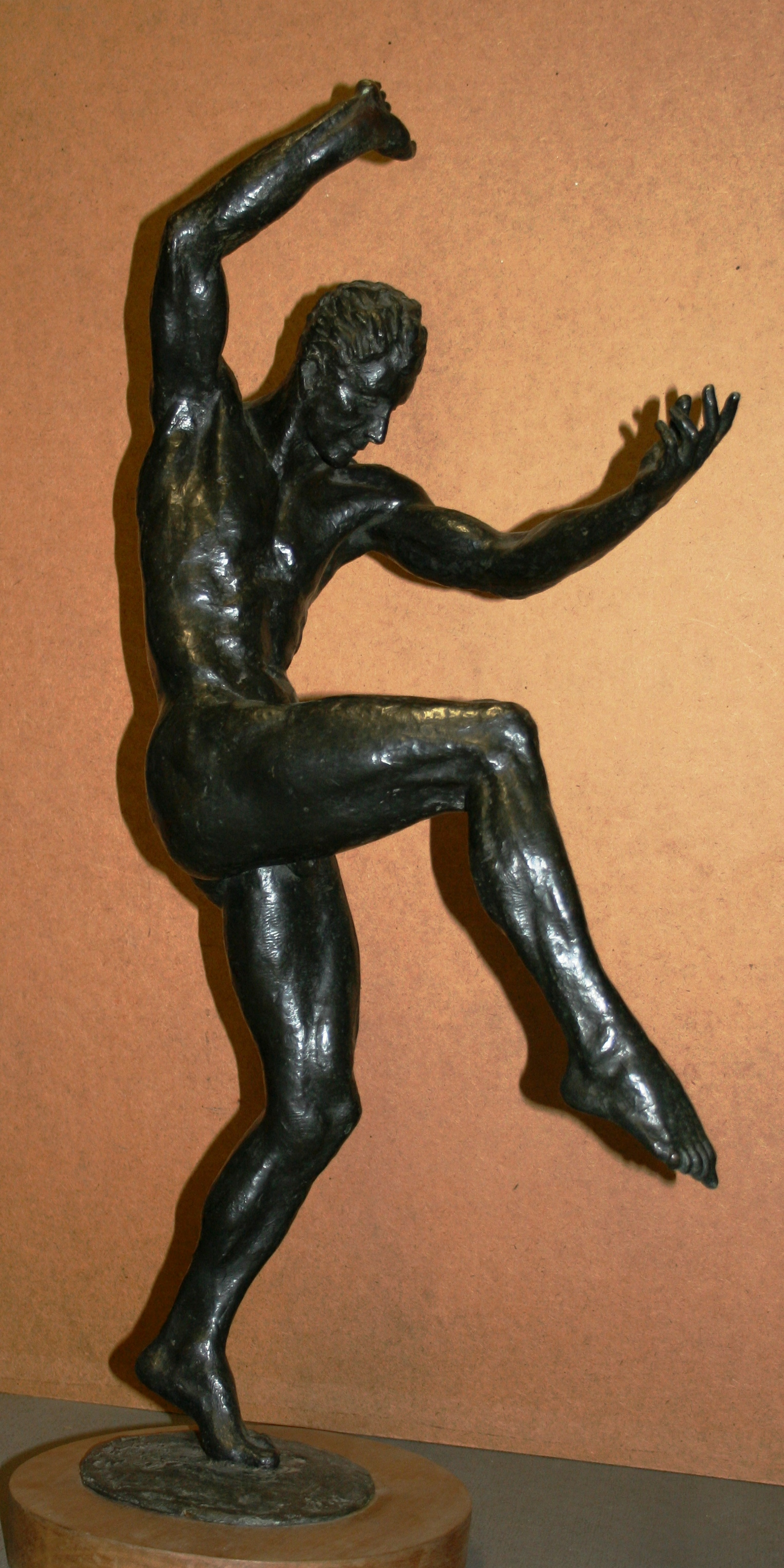
Танцор
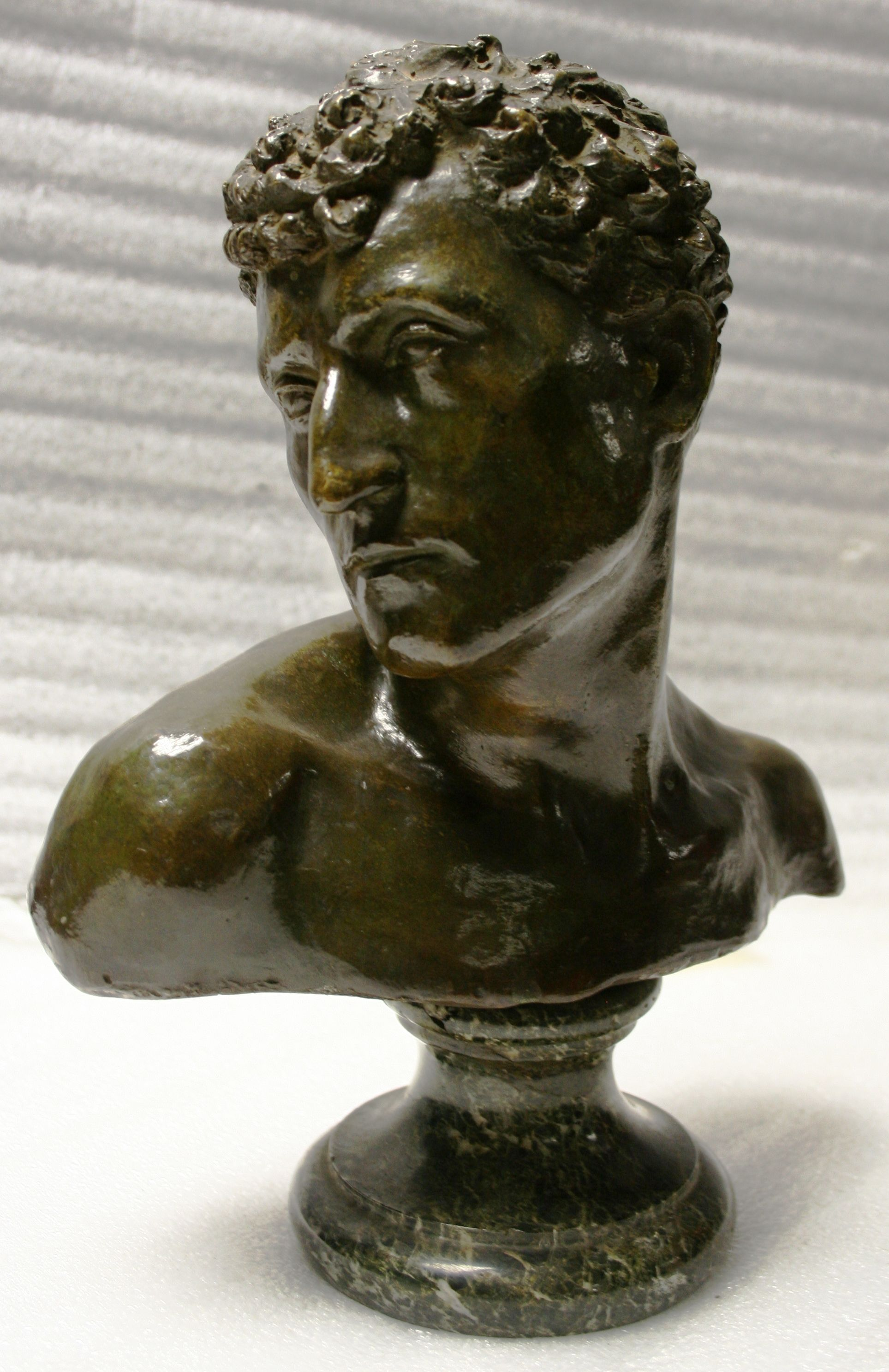
Греческий бюст
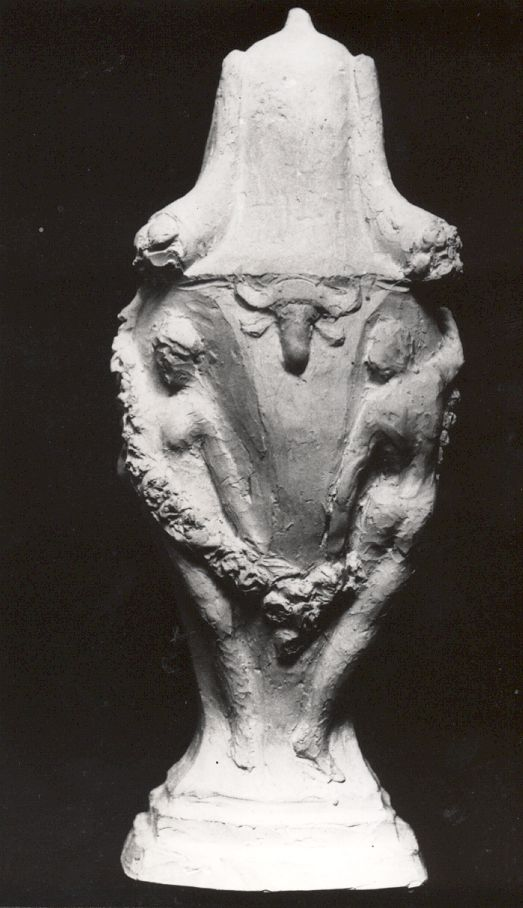
Союз